# Mohammed Ben Said Ait Idder
Mohammed Ben Said Ait Idder (Massa, 1 de julio de 1925-6 de febrero de 2024) fue un político marroquí.                                                  
Izquierdista marroquí que resistió al colonialismo francés y participó en el establecimiento del Ejército de Liberación. Tras la independencia de su país, se opuso a la monarquía recientemente instaurada hecho por el que fue arrestado. Mohamed Ben Said Ait Idder nació el 1 de julio de 1925 en el pueblo de Tin mansour en la región de Chtouka Ait Baha en Marruecos. Recibió su educación en varias escuelas de la antigua región de Souss, y luego se trasladó a Marrakech, donde continuó sus estudios en la Escuela Ibn Youssef, la famosa institución que salió muchos elementos de los soldados patriotas nacional en tiempos de protección.

## Funciones y responsabilidades
Durante la fase de resistencia contra el colonialismo francés, Ait Idder dirigió una serie de células de resistencia que combatieron en la lucha armada contra el colonialismo francés, asumió la responsabilidad política del Ejército de Liberación de Marruecos en el sur y se desempeñó como miembro del Consejo Nacional de Resistencia. Después de años de exilio durante la era de la independencia, fundó la Organización de Acción Democrática Popular y fue elegido su secretario general, y se convirtió en parlamentario en su nombre. Como parte de la fusión de varios partidos y movimientos de izquierda, asumió la misión honoraria como jefe de la Izquierda Socialista Unida en 2002.

## Experiencia política
Ait Idder creció en una zona aislada de los desarrollos políticos, sociales y económicos que Marruecos experimentó durante su época histórica de la protección, y no los descubrió hasta el momento en el que se mudó a Marrakech con el propósito de aprender en la Escuela Ibn Youssef, lugar en el que descubrió la acción nacional y en el que se reunió con líderes políticos como… Abdullah Ibrahim y Mahdi Ben Baraka: “Se cruzó el y sus compañeros de manera temprana con el famoso gobernador de Marrakech………” Pasha Tohami El Galaoui, el hombre fuerte de Francia en Marruecos.
Estuvo fuertemente involucrado en la acción armada participando en el liderazgo de las divisiones del Ejército de Liberación de Marruecos y la formación de células de resistencia. En este contexto, a principios de los años cincuenta, asumió el cargo de funcionario político de la dirección del Ejército Libertador en el sur. Escribió una crónica de esta etapa de su vida en un libro publicado en 2001 titulado Páginas de la epopeya del Ejército de Liberación en el sur de Marruecos. Con los primeros años de la independencia, el abismo comenzó a ensancharse entre varios militantes de izquierda y líderes del Ejército de Liberación, por un lado, y el régimen gobernante, por el otro, especialmente el Príncipe Heredero en ese momento, Hassan II, quien asumió el trono tras la muerte de su padre, Muhammad V, en 1961. Ben Said fue arrestado en 1960 y en 1963 se exilio en Argelia, donde fue condenado a muerte en rebeldía en 1964. Desde Argelia, donde el gobierno marroquí lo acusó de participar en planes subversivos para desestabilizar el régimen, se trasladó a Francia, donde entró en una nueva experiencia política al unirse a una organización denominada 23 de marzo de orientación marxista-leninista. Regresó a Marruecos en 1981, y lanzó una nueva experiencia de trabajo político en el marco de las instituciones públicas, a través del partido Organización de Acción Democrática Popular, por el que fue elegido su secretario general en 1983. En nombre de la organización, ingresó al Parlamento y fue una figura destacada conocida por plantear temas delicados, siendo el primer político en plantear la cuestión del centro de detención de Tazmamart, que era la historia no contada.
El carácter radical de la organización no le impidió participar, junto con otros partidos nacionales, en la constitución del Bloque Democrático en 1992, alianza que jugó un papel crucial en las reformas del reinado de Hassan II. Posteriormente enfrentó el desafío de la escisión en su partido en 1996 con la retirada de un grupo de dirigentes que se habían organizado en un nuevo partido, pero volvió nuevamente para expandir la familia de izquierda fusionándose con otros partidos y movimientos de la Izquierda Socialista Unida.

## Gran medalla de bronce
Mohammed ben Said Idder, el luchador de izquierdista se encontraba entre docenas de homenajeados pertenecientes a diversos campos políticos, intelectuales, artísticos y mediáticos, y el rey lo condecoró con la Gran Cruz de la Orden, que es uno de los más altos honores del Reino. La gran medalla de bronce fue considerada una sorpresa para Mohammed Ben Said. A pesar de que ben Said se adhirió a su posición durante su alabanza, por el rey Mohammed VI, y fue uno de los pocos que saludó al rey con la mano, se le dirigieron muchas críticas por aceptar el elogio, mientras que otros criticaron estas mismas críticas y las consideraron ofensivas para Ben Said. Mohammed ben Said Ait Idder consideró que la obtención de la Gran Cruz fue un "trabajo muy importante", tanto para él como para el rey, dijo que uno de los pasos positivos es nominar a una serie de luchadores y políticos de la resistencia "en los que el Estado no ha pensado y olvidado", y que su nominación "es un intercambio de reconocimiento e interés por los servicios que algunas personas prestan. "Lo importante es la apreciación para crear una especie de credibilidad, ya sea con el Estado o con la ciudadanía".

## Libros
En 2001, Mohammed Ben Said Ait Idder publicó un libro titulado Páginas épicas del Ejército de Liberación en el sur de Marruecos, en el que relata su experiencia con el Ejército de Liberación de Marruecos entre 1955 y 1958. " El primer capítulo introductoria se tituló "La batalla de liberación en el Sahara marroquí". En el segundo capítulo, Ait Idder presentó los enfrentamientos del Ejército de Liberación a las fuerzas francesas en Mauritania y el Desierto Oriental, especialmente los primeros, junto a ciertos informes sobre los participantes en las batallas. También presentó una evaluación de la primera fase del trabajo del Ejército Libertador. Se refirió a las pérdidas materiales sufridas por las fuerzas francesas, y sus reacciones, revelando muchos aspectos del trabajo político y social realizado por los marroquíes para completar las misiones de liberación e integridad territorial. En el apéndice complementario de este capítulo, se incluyen varias fotografías y documentos históricos de la época. En el último capítulo discutió el resumen de las batallas que libró el Ejército Libertador contra la alianza francesa y española, y habló sobre el inicio de esta alianza, y sus causas, para finalmente abordar el resumen de las batallas con los franceses.